# Slonimski-Formel

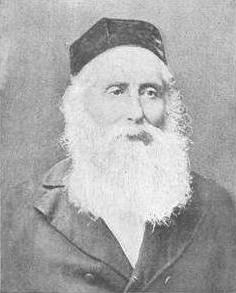
Chajim Selig Slonimski

Unter der Slonimski-Formel versteht man ein Berechnungssystem, das von Chajim Slonimski (1810–1904) entwickelt wurde und das erlaubt, direkt aus der Zahl eines jüdischen Jahres, den „Charakter“ (Kebioth) des betreffenden Jahres zu berechnen.

## Der Jahrescharakter
Der Charakter eines Jahres im jüdischen Kalender gibt an, ob es sich um ein vermindertes, reguläres oder übermäßiges Gemein- bzw. Schaltjahr mit 353, 354 oder 355 bzw. 383, 384 oder 385 Tagen handelt. Weiterhin wird der Wochentag des ersten Tages dieses Jahres (Rosch ha-Schana, 1. Tischri) angegeben. Aus den sechs verschiedenen Jahreslängen und den vier möglichen Wochentagen für den Jahresanfang (Montag, Dienstag, Donnerstag und Samstag), ergeben sich prinzipiell 24 Möglichkeiten für den Charakter, von denen jedoch nur 14 auftreten. Diese 14 Möglichkeiten werden auch als Normalkalender bezeichnet. Der Charakter eines Jahres kann alternativ auch dadurch bestimmt werden, dass man zunächst das Datum des Pessach-Festes im gesuchten Jahr A oder des Neujahrsfestes des nachfolgenden Jahrs A + 1, z. B. mit der Gaußschen Pessach-Formel, bestimmt. Weiterhin bestimmt man das Datum des Pessach- oder Neujahrsfestes im Jahr davor (Jahr A -1 bzw. A). Durch Bestimmung der Tagesdifferenz oder aus den Wochentagen, ergibt sich der Charakter des betreffenden Jahres. Die Slonimski-Formel hat demgegenüber den Vorteil, dass aus einer gegebenen Jahreszahl direkt der Charakter des betreffenden Jahres berechnet werden kann.

## Beschreibung der Slonimski-Formel
A sei ein Jahr der jüdischen Ära.
Man berechne: {\displaystyle ((7A-6):19)}und bezeichne den Rest der Division mit r.
Ist r < 12, dann ist das Jahr A ein Gemeinjahr, ansonsten für r {\displaystyle \geq } 12 ist es ein Schaltjahr.
Weiterhin berechnet man: {\displaystyle k=0{,}178117458A+0{,}7779654r+0{,}2533747}. Von k wird nur der Nachkommaanteil berücksichtigt (0 ≤ k < 1).
Der Charakter des Jahres A ergibt sich jetzt aus r und k.
Für Gemeinjahre mit r < 5 gilt:
| Charakter | k{\displaystyle \geq } | k{\displaystyle <} |
| --------- | ---------------------- | ------------------ |
| 2m        | 0                      | 0,090410           |
| 2u        | 0,090410               | 0,271103           |
| 3r        | 0,271103               | 0,376121           |
| 5r        | 0,376121               | 0,661835           |
| 5u        | 0,661835               | 0,714282           |
| 7m        | 0,714282               | 0,752248           |
| 7u        | 0,752248               | 1                  |

Für Gemeinjahre mit 5 {\displaystyle \leq } r < 7 gilt:
| Charakter | k{\displaystyle \geq } | k{\displaystyle <} |
| --------- | ---------------------- | ------------------ |
| 2m        | 0                      | 0,090410           |
| 2u        | 0,090410               | 0,271103           |
| 3r        | 0,271103               | 0,376121           |
| 5r        | 0,376121               | 0,661835           |
| 5u        | 0,661835               | 0,714282           |
| 7m        | 0,714282               | 0,804693           |
| 7u        | 0,804693               | 1                  |

Für Gemeinjahre mit 7 {\displaystyle \leq } r <12 gilt:
| Charakter | k{\displaystyle \geq } | k{\displaystyle <} |
| --------- | ---------------------- | ------------------ |
| 2m        | 0                      | 0,090410           |
| 2u        | 0,090410               | 0,285711           |
| 3r        | 0,285711               | 0,376121           |
| 5r        | 0,376121               | 0,661835           |
| 5u        | 0,661835               | 0,714282           |
| 7m        | 0,714282               | 0,804693           |
| 7u        | 0,804693               | 1                  |

Für Schaltjahre (r {\displaystyle \geq } 12) gilt:
| Charakter | k{\displaystyle \geq } | k{\displaystyle <} |
| --------- | ---------------------- | ------------------ |
| 2M        | 0                      | 0,157466           |
| 2U        | 0,157466               | 0,285711           |
| 3R        | 0,285711               | 0,428570           |
| 5M        | 0,428570               | 0,533590           |
| 5U        | 0,533590               | 0,714282           |
| 7M        | 0,714282               | 0,871750           |
| 7U        | 0,871750               | 1                  |

Die Zahl bei der Angabe des Charakters gibt an, mit welchem der möglichen vier Wochentage das betreffende Jahr beginnt, z. B. bedeutet 2 Montag, 3 Dienstag, 5 Donnerstag und 7 Samstag. m bezeichnet ein mangelhaftes, r ein reguläres und u ein übermäßiges Gemeinjahr. M bezeichnet entsprechend ein mangelhaftes, R ein reguläres und U ein übermäßiges Schaltjahr. Man sieht, dass 14 verschiedene Charakter (Normalkalender) für ein Jahr möglich sind, sieben für Gemein- und sieben für Schaltjahre. Zusätzlich wird in jüdischen Kalendern noch der Wochentag des ersten Tags des Pessach-Festes (15. Nisan) angegeben, dazu müssen bei verminderten, regulären und übermäßigen Gemein- bzw. Schaltjahren 1, 2 oder 3 bzw. 3, 4 oder 5 Wochentage zum Wochentag des Neujahrstages dazugezählt werden. Somit ergeben sich folgende Zuordnungen:
| Charakter | vollständiger Charakter (Kebioth ha-Schana) |  | Charakter | vollständiger Charakter (Kebioth ha-Schana) |
| --------- | ------------------------------------------- |  | --------- | ------------------------------------------- |
| 2m        | 2m3                                         |  | 2M        | 2M5                                         |
| 2u        | 2u5                                         |  | 2U        | 2U7                                         |
| 3r        | 3r5                                         |  | 3R        | 3R7                                         |
| 5r        | 5r7                                         |  | 5M        | 5M1                                         |
| 5u        | 5u1                                         |  | 5U        | 5U3                                         |
| 7m        | 7m1                                         |  | 7M        | 7M3                                         |
| 7u        | 7u3                                         |  | 7U        | 7U5                                         |

5U3 bedeutet somit, dass ein übermäßiges Schaltjahr (U, 385 Tage) an einem Donnerstag (5) beginnt und der erste Tag des Pessach-Festes in diesem Jahr an einem Dienstag (3) ist.

## Berechnungsbeispiel
Als Beispiel soll der Charakter des Jahres A = 5778 AM berechnet werden.
Nach der Gaußschen Pessach-Formel ergibt sich für das Jahr A -1 = 5777 der 11. April 2017 im gregorianischen Kalender als erster Tag des Pessach-Festes (Beginn mit Sonnenuntergang am 10. April 2017) und daraus der 21. September 2017 greg. (Beginn mit Sonnenuntergang am 20. September 2017) als Neujahrstag (Rosch ha-Schana) des Folgejahres A = 5778.
Mit A = 5778 ergeben sich r = 8 und k = 0,63977022 nach der Slonimski-Formel. Somit ergibt sich der Charakter 5r bzw. 5r7. Das Jahr 5778 AM ist somit ein reguläres Gemeinjahr (r) und beginnt an einem Donnerstag (5)(21. September 2017 greg., siehe oben) und der erste Tag des Pessach-Festes im Jahr 5778 AM ist ein Samstag (7)(31. März 2018 greg. nach der Gaußschen Pessach-Formel für das Jahr 5778 AM).
Es wird somit klar, dass sich mittels der Gaußschen Pessach-Formel und der Slonimski-Formel relativ einfach der gesamte jüdische Kalender für jedes Jahr bestimmen und mit dem julianischen bzw. gregorianischen Kalender in Bezug setzen lässt.

## Erklärung der Slonimski-Formel
Schwarz und Kistner geben eine ausführliche Herleitung und erklären den Hintergrund der Formel. Anmerkung: Bei Schwarz ist in der Formel für die Berechnung der Größe k ein Fehler enthalten (falsch: 0,779654 r, richtig: 0,7779654 r).